# Przełęcz Szopka
Szopka, Chwała Bogu, Chwałabogu – przełęcz w Pieninach na wysokości 779 m pomiędzy szczytami Trzech Koron (982 m) a wzniesieniem Czoło (815 m.). Bywa także nazywana przełęczą Chwała Bogu (być może nazwa pochodzi od okrzyku ulgi po trudach wspinaczki). Główny węzeł szlaków w Pieninach Właściwych. Na przełęczy i poniżej niej znajdują się dwie polany. Z polany Szopka widok na pogórza Spisza i Tatry, z polany nad przełęczą widać Gorce. Polana jest koszona przez Pieniński Park Narodowy, jednak z powodu niewielkiego rozmiaru i częściowego zarośnięcia widoki są ograniczone. Przełęcz jest miejscem odpoczynku turystów. Źródełko i ławki wzdłuż ogrodzeń krzyżujących się szlaków, dydaktyczne tablice informacyjne. W sezonie turystycznym bywa zatłoczona. Szlaki rozchodzą się na Trzy Korony, do Czorsztyna, Krościenka i Sromowiec Niżnych.
Znajdująca się w Pieninach Właściwych przełęcz Szopka oddziela Masyw Trzech Koron od Pienin Czorsztyńskich. Przez przełęcz wiedzie najdogodniejsze i używane od dawna przejście, łączące Krościenko ze Sromowcami Niżnymi. W połowie XIX wieku pierwsi turyści wyjeżdżali na nią góralskimi furmankami. Dawniej w sąsiedztwie przełęczy znajdowała się altana dla turystów, często nocowali w niej flisacy. Planowano też budowę schroniska.
Polanę porasta zbiorowisko zwane umiarkowanie suchą łąką pienińską. Jest to formacja sztuczna, powstała na terenie po wykarczowanym kilka wieków temu lesie. Gromadnie występują na niej m.in. przelot pospolity, koniczyna pogięta i pagórkowa oraz mietlica pospolita. Na polanie zakwita rzadka już roślina mieczyk dachówkowaty, znaleziono tu też zagrożony wyginięciem gatunek grzyba koronicę ozdobną. Notowane są również kozibród wschodni i kukułka bzowa. Po stronie północnej, ok. 30 m od siodła przełęczy, przy młaczce i źródle, licznie występują sity, turzyce i wełnianki, a nieco dalej przy ścieżce zarośla jałowca pospolitego.
Przez Przełęcz Szopka biegnie granica między miejscowością Sromowce Niżne w gminie Czorsztyn (stok południowy) i Krościenkiem nad Dunajcem (stok północny).

## Szlaki turystyczne
Główny Szlak Pieniński – do Czorsztyna przez przełęcz Trzy Kopce, Macelak i przełęcz Osice. 2:10 h, ↑ 2:20 h
 Główny Szlak Pieniński – do Szczawnicy przez Siodło, Górę Zamkową, Bajków Groń, Czertezik, Sokolicę i przeprawę promową Nowy Przewóz. 2:50 h, ↑ 3:05 h
 – do Sromowiec Niżnych przez Wąwóz Szopczański. 1 h, ↑ 1:15 h
 – do Krościenka przez Bajków Groń. 1:10 h, ↑ 1:40 h

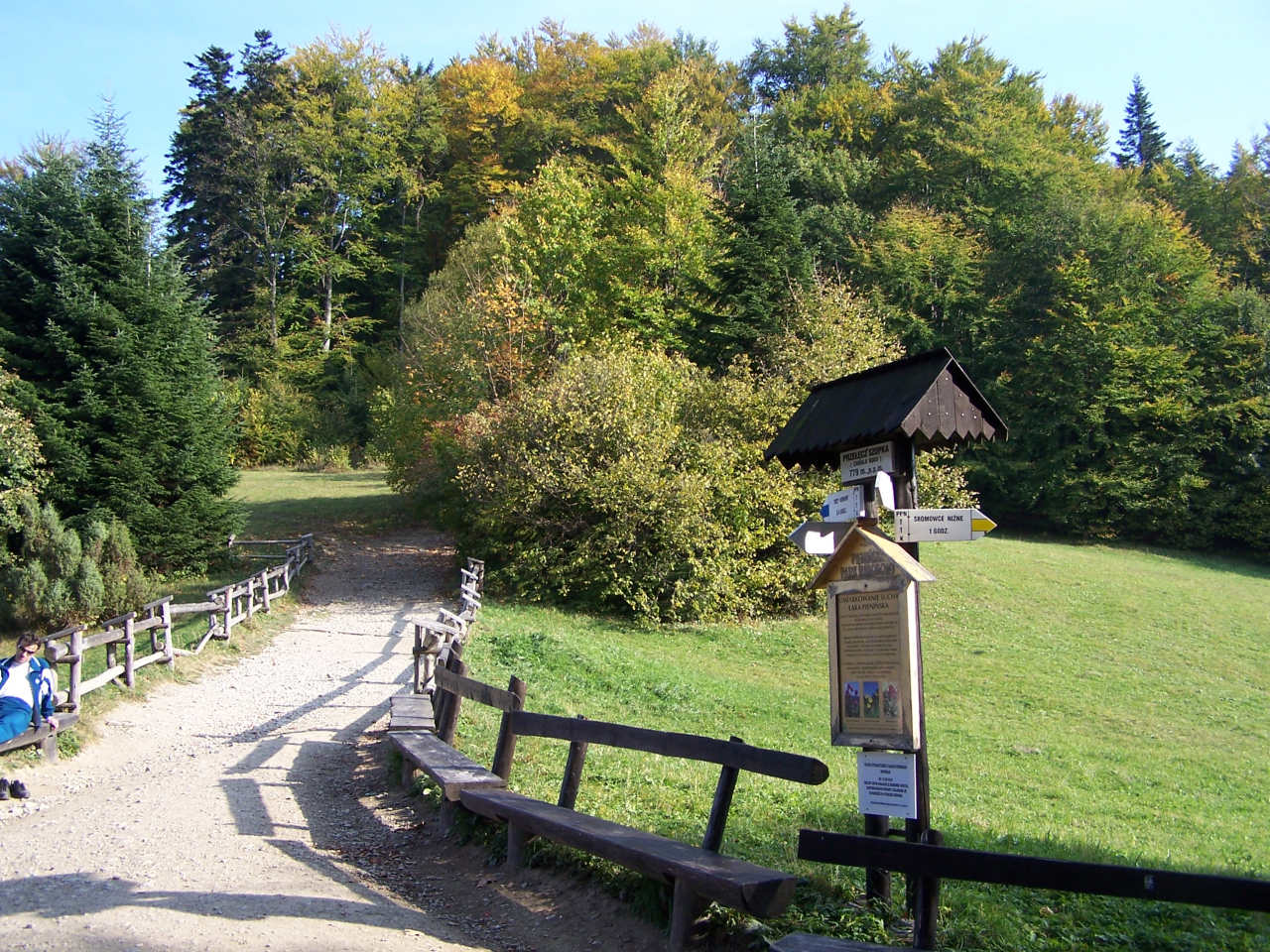
Początek szlaku na Trzy Korony
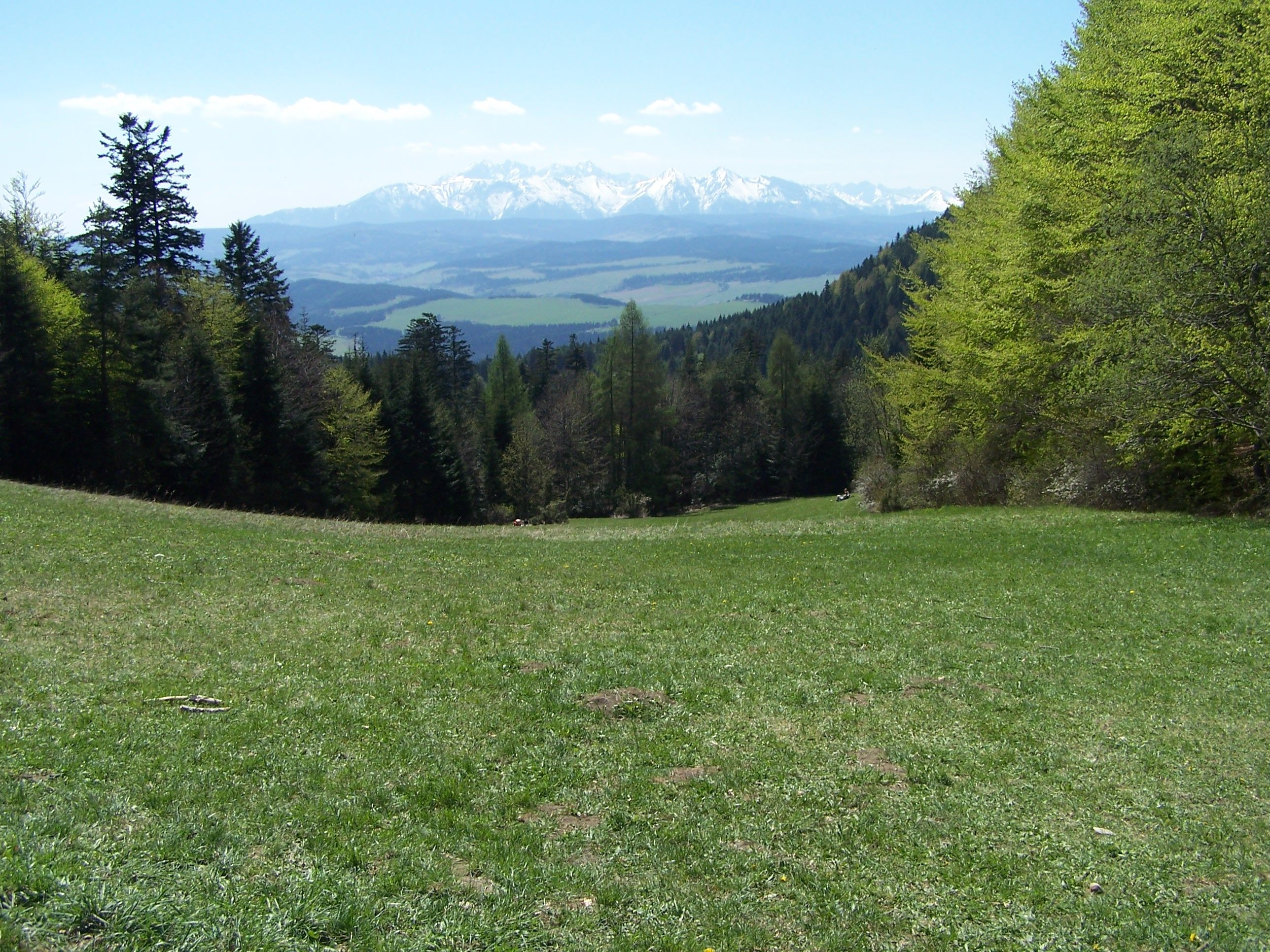
Tatry widziane z przełęczy
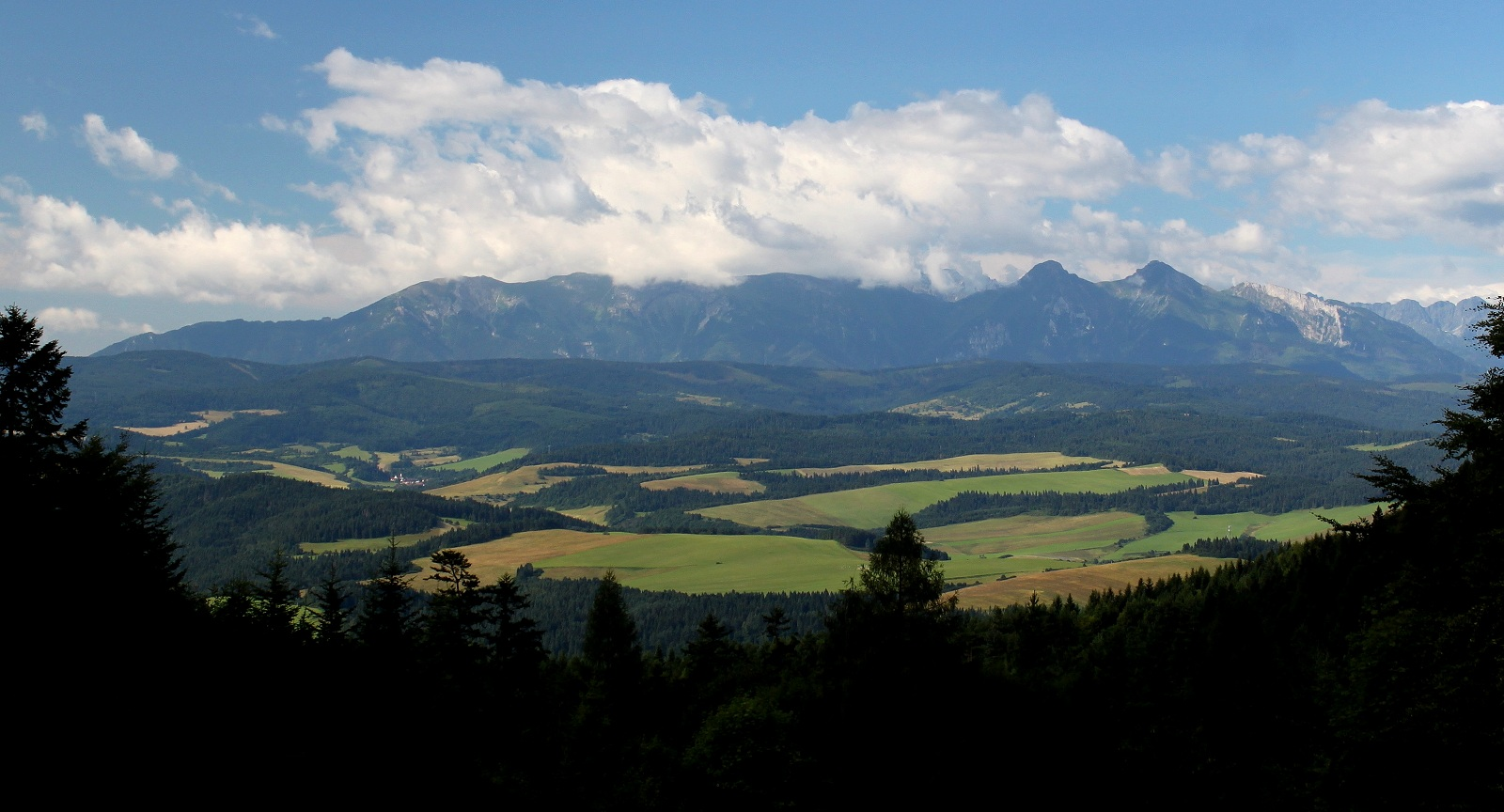
Przełęcz Szopka – widok na Tatry
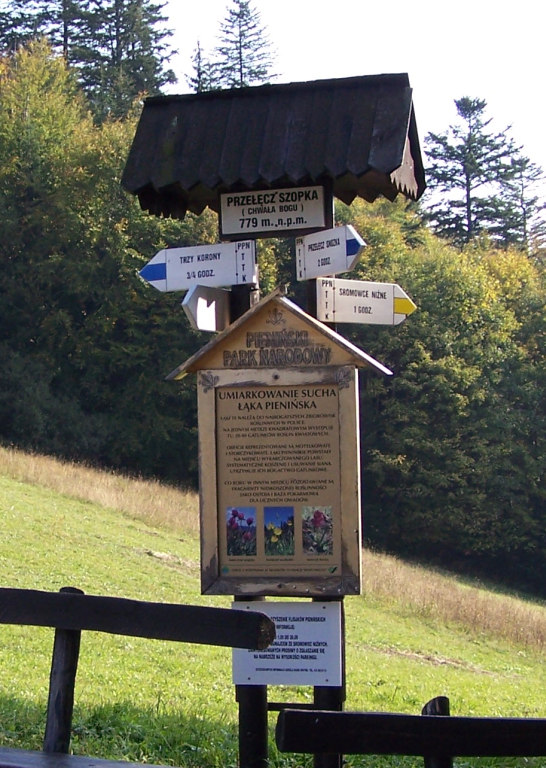
Rozdroże na przełęczy